# Інкомспорт
«Інкомспорт» (Ялта) — російський футбольний клуб в окупованому Криму, який «представляє» Ялту. Виступав у Прем'єр-лізі КФС. Заснований у 2015 році. Бронзовий призер так званого «відкритого чемпіонату Криму» 2017/2018.

## Хронологія назв
- 2015—2016: ФК «Асгард» (Ялта)
- 2016—2017: СК «Ялта»
- 2017: МСК «Ялта-Авангард»
- 2017—2018: МСК «Мрія-Авангард» (Ялта)
- 2018: ФК «Інкомспорт-Авангард» (Ялта)
- 2018—2020: ФК «Інкомспорт» (Ялта)

## Історія
Клуб заснований 2015 року як «Асгард» (Ялта). Перед початком сезону 2017/18 років змінив назву на «Мрія-Авангард» (Ялта), а протягом сезону ще раз змінив назву на «Інкомспорт-Авангард» (Ялта). У сезоні 2018/19 років команда почала називатися ПФК Інкомспорт. Клуб відомий своїм широким розвитком молоді, очікується, що до 2024 року у молодіжному відділенні клубу займатиметься понад 600 дітей та юнаків. Кажуть, що декілька гравців ДЮСШ «Інкомспорту» вже потрапили до юнацьких збірних Росії.
У сезоні 2018/19 років «Інкомспорт» вперше взяв участь у вищому дивізіоні чемпіонату окупованого Криму, у раунді плей-оф на виживання/виліт здобув перемогу над феодосійською «Кафою». Однак цього вистачило лише на сьоме та передостаннє місце, а це означало, що ялтинцям знову довелося вилітати. У двох матчах із севастопольським «Чорноморцем» «Інкомспорт» взяв верх і зумів уникнути вильоту. У сезоні 2019/20 років команда «Інкомспорт» посіла останнє 8 місце у «прем'єр-лізі КФС» і мала вилетіти до «Відкритого чемпіонату Криму з футболу», але через проблеми з фінансуванням була ліквідована. З третього кола «чемпіонату КФС-2024» виступає під назвою ФК Інкомспорт-Зарічне. Після чотирьох років в аматорському нижчому дивізіоні клуб повернувся до «Прем'єр-ліги» на сезон 2024 року.

## Досягнення
- Відкритий чемпіонат Крима
  -  Бронзовий призер (1): 2017/18

- Прем'єр-ліга КФС
  - 7-ме місце (1): 2018/19[3]

- Кубок КФС
  - 1/2 фіналу (1): 2019/20

## Статистика виступів
| Сезон   | Див.                    | Міс. | Іг. | В  | Н | П  | ЗМ | ПМ | О  | Кубок Криму | Єврокубки | Єврокубки | Примітки                                         |
| ------- | ----------------------- | ---- | --- | -- | - | -- | -- | -- | -- | ----------- | --------- | --------- | ------------------------------------------------ |
| 2016–17 | 2-й Відкритий чемпіонат | 4/13 | 23  | 12 | 2 | 9  | 58 | 54 | 38 | 1/16 фіналу |           |           |                                                  |
| 2017–18 | 2-й Відкритий чемпіонат | 3/13 | 24  | 16 | 4 | 4  | 69 | 34 | 52 | 1/8 фіналу  |           |           | Матчі між 1-2-ми лігами (переможець, підвищення) |
| 2018–19 | 1-й Прем'єр-ліга        | 7/8  | 28  | 10 | 1 | 17 | 34 | 55 | 31 | 1/8 фіналу  |           |           | Матчі між 1-2-ми лігами (переможець)             |
| 2019–20 | 1-й Прем'єр-ліга        | 8/8  | 28  | 5  | 6 | 17 | 38 | 65 | 21 | 1/2 фіналу  |           |           | Вибування                                        |

## Персонал клубу
Головний тренер – Ігор Кашперко. Він же директор клубу. Інші тренери — Денис Голайдо, А. Садовніков. Виконавчий директор клубу – Сергій Кириченко.
З лютого до травня 2019 року головним тренером клубу був білоруський фахівець Юрій Свірков. Після його відходу тренером став кримчанин Олександр Шудрик.

## Стадіон
Домашні ігри «Інкомспорт-Зарічне Куйбишеве» проводить на спортивному комплексі «Скіф» у Новопавлівці Бахчисарайського району. Він розрахований на 4000 глядачів.

## Відомі гравці
- Антон Шевчук
- Андрій Бежонов
- Павло Султанов